# 극장판 마법과고교의 열등생: 별을 부르는 소녀
《극장판 마법과고교의 열등생: 별을 부르는 소녀》(劇場版魔法科高校の劣等生星を呼ぶ少女, The Irregular At Magic High School The Movie: The Girl Who Calls The Stars)는 일본에서 제작된 요시다 리사코 감독의 2017년 판타지, 애니메이션 영화이다. 나카무라 유이치 등이 주연으로 출연하였다. 2017년 6월 17일 일본에서 개봉되었다.

## 출연

### 주연
- 나카무라 유이치
- 하야미 사오리
- 우치야마 유미
- 테라시마 타쿠마
- 사토 사토미
- 타마루 아츠시
- 아마미야 소라
- 타츠미 유이코
- 하나자와 카나
- 이노우에 마리나
- 스와베 쥰이치
- 히카사 요코

## 기타
- 원작자: 사토우 츠토무